# Muricilândia
Muricilândia es un municipio brasileño del estado del Tocantins. Se localiza a una latitud 7°8′45″ S y a una longitud 48°36′36″ O, estando a una altitud de 190 metros. Su población estimada en 2004 era de 2 648 habitantes.
Posee un área de 1248,75 km².